# Лакутюр, Жан
Жан Мари́ Жера́р Лакутю́р (фр. Jean Marie Gérard Lacouture; 9 июня 1921, Бордо, департамент Жиронда, Франция — 16 июля 2015, Русийон, департамент Воклюз, Франция) — французский писатель, автор 71 биографической книги, журналист.

## Биография
Жан Лакутюр родился в консервативной семье в Бордо, главном городе Аквитании. Мать Жана была большой любительницей чтения мемуаров, в частности — авторства известного французского журналиста и писателя 1910—1930 годов Жака Бенвиля, и ей удалось привить эту свою любовь сыну. Окончив лицей, Лакутюр в 1939 году отправился на учёбу в парижский Институт политических исследований, который окончил в 1942 году. Вслед за этим поступил в университет Бордо, где изучал филологию и юриспруденцию.

### Солдат
Несмотря на шедшую вовсю Вторую мировую войну, Жан длительное время был совершенно аполитичен и не обращал внимания на происходившее вокруг. Позже он написал: «В этом была самая большая ошибка моей жизни». Но незадолго до высадки союзников в Нормандии Жан резко изменился и не просто радостно встречал армию генерала Леклерка в Париже, но и записался к нему добровольцем. Капитуляцию Германии 8 мая 1945 года он встретил в Берлине.
По окончании Второй мировой войны французский экспедиционный корпус во главе с Леклерком готовился к отправлению во Французский Индокитай (по официальной версии для освобождения колонии от японских оккупантов). Лакутюр присоединился к миссии. Корабли отплыли из Марселя в октябре 1945 года и через месяц прибыли в Сайгон. За время пути ситуация изменилась: теперь сражаться предстояло не с японцами, а с солдатами Вьетминя, объявившего о создании на севере Французского Индокитая независимого государства. Лакутюр не принимал участия в боевых действиях — он работал в военной газете Caravelle и убеждал солдат в освободительной миссии Франции. Постепенно настроение Жана и многих из его окружения изменилось: они начали сомневаться в необходимости колониальных войн. 6 марта 1946 года Жан Лакутюр присутствовал в Ханое при подписании договора между Жаном Сентени с одной стороны и Хо Ши Мином и Во Нгуен Зяпом — с другой. Согласно подписанному соглашению, Франция признала Вьетнам «свободным государством», но тот оставался в составе Французского Союза. Условия договора не были выполнены, что привело к 8-летней войне. Впрочем, Лакутюр не дождался настоящих боевых действий: он вернулся в метрополию через 14 месяцев после отъезда, в начале 1947 года.
Вернувшись на родину, Лакутюр получил от генерала Жоржа Бюи предложение поработать в пресс-службе Французского Марокко. Он прослужил там почти три года, до 1949 года, после чего вернулся на родину, навсегда оставив военную службу. Вместе с ним в метрополию приехала Симон Миолан — журналистка Франс-Пресс, ставшая в Марокко женой Жана и остававшаяся с ним вплоть до своей смерти в 2011 году.

### Журналист
С 1949 года Жан Лакутюр работал поочерёдно в трёх парижских газетах: Combat, France Soir и Le Monde и еженедельнике Le Nouvel Observateur. По заданию редакций он ездил в самые разные точки земного шара, освещал происходившие там кризисные события. Лакутюр был ярым противником колониализма и сторонником скорейшей ликвидации Французской колониальной империи. В значительной степени это стало его специализацией — он посещал все кризисные точки: Тунис, Марокко, Египет, Эфиопию и снова Французский Индокитай. Впрочем, написание статей на политические темы было далеко не единственным, о чём писал Лакутюр. Среди его репортажей были и такие, как освещение концерта Брассенса или Олимпиада в Гренобле. Сам он говорил, что есть лишь три вещи, в которых он хорошо разбирается: «опера, регби и бой быков».
При всём этом Лакутюр часто смотрел на процесс деколонизации через розовые очки, из-за чего порой не замечает творящегося зла: он заминал скандал между лидерами алжирского Фронта национального освобождения, чтобы, узнав о нём, конфликтом не воспользовались противники предоставления независимости Алжиру. Он считал, что культурная революция в Китае — это скорее положительное явление в долгосрочной перспективе. Приветствовал приход к власти в Камбодже красных кхмеров и долго не хотел верить в творящийся в стране геноцид, но с 1977 года стал критиком этого режима.

### Писатель
Параллельно с работой в СМИ Лакутюр писал книги. Первая из них, отредактированная женой автора, вышла в 1961 году под названием «Пять человек и Франция». Книга представляла собой сборник биографий пяти деятелей деколониализма: Хабиба Бургибы, Ферхата Аббаса, Хо Ши Мина, Мухаммеда V и Ахмеда Секу Туре. Следом вышли биографии Андре Мальро, Леона Блюма, Гамаля Абделя Насера, Пьера Мендес-Франса, Жермен Тийон и других выдающихся современников Лакутюра. Постепенно писатель пришёл к более крупным и объёмным биографиям: двухтомному жизнеописанию Франсуа Мориака, трёхтомнику о Шарле Де Голле и двухтомнику о Франсуа Миттеране. Он начал писать и биографии людей прошедших эпох: Монтеня, Монтескьё, Шампольона, Стендаля; был издан мультибиографический двухтомник, посвящённый иезуитам.
В 1961 году Лакутюр создал совместно с издательством Le Seuil книжную серию L’Histoire immédiate (Недавняя история). К 2013 году в ней вышли 284 книги. Он также преподавал: в 1966—72 годах в своей alma mater, парижском Институте политических исследований, с 1969 по 1971 — в Университете Париж VIII. С 1966 года пытался писать диссертацию в Гарвардском университете, но так никогда её и не закончил. В конце 1960-х — начале 1970-х вёл передачи на французском телевидении.
Жан Лакутюр скончался 16 июля 2015 года в возрасте 94 лет.

## Реакция
Многие высшие руководители Французской Республики выразили свои соболезнования в связи с кончиной Жана Лакутюра: 
Его чувство языка показывало, что журналист может являться носителем высокой литературы.Франсуа Олланд, Президент Франции
Великий писатель, чья жизнь была столь же богата, как его биографии.Мануэль Вальс, премьер-министр Франции
Великий и страстный свидетель своего века.Флёр Пельрен, министр культуры Франции
С глубокой грустью узнал я о смерти друга.Ален Руссе, президент региона Аквитания

## Важнейшие сочинения
Наиболее важные биографии и год первой публикации:
- Андре Мальро, 1973.
- Леон Блюм, 1977.
- Франсуа Мориак (2 тома), 1980.
- Де Голль, (3 тома), 1984, 1985 и 1986.
- Иезуиты, мультибиография (2 тома), 1991 и 1992.
- Монтень, 1996
- Франсуа Миттеран (2 тома), 1998.

## Награды
- Великий офицер ордена Почётного легиона[3]
- Командор ордена Искусств и литературы
- Премия Послов[фр.] (1986, за биографию Де Голля)[6]
- Премия Французской академии за исторические сочинения (2003)[6]